# Bialy

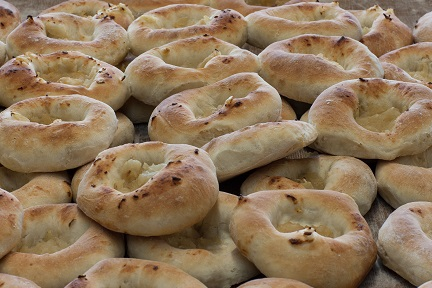
Bialys von Kossar

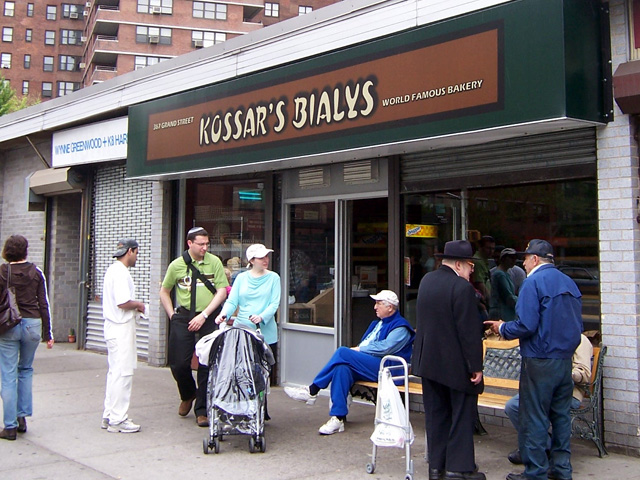
Kossar's Bialys on Grand Street, Lower East Side, Manhattan

Bialy (jiddisch: ביאלי) ist ein Kurzwort für Bialystoker Kuchen, eine Art runde Zwiebelbrötchen der aschkenasischen Küche in den USA, wo es neben dem Bagel traditionell und zum Symbol einer verlorenen Kultur geworden ist. Bialys können nicht wie Bagels maschinell hergestellt werden. Sie sind fast nur in New York City erhältlich, wo sie von Hand geformt werden.
Bialystoker Kuchen ist eine Variation des aschkenasischen Zwiebelfladenbrots Zibeleplätzl, das im frühen 19. Jahrhundert entstand. In die vertiefte Mitte der Bialys werden gehackte Zwiebeln eingesprenkelt und mitgebacken. Der heutige Durchmesser von drei bis vier Zoll war ursprünglich etwa 6 bis 9 Zoll, und die Bialys hatten einen großzügigen Belag aus gehackten frischen Zwiebeln und Mohn.

## Zubereitung
Der Teig der Bialys wird aus glutenreichem Mehl, frischer Hefe, Salz und Wasser geknetet. Der Brotteig wird von Hand zu kleinen Teigkugeln (Tagelach) geformt, abgeflacht und leicht aufgehen gelassen. Dann wird eine typische große Delle in die Mitte jedes Teiglings gedrückt, welche mit feingehackten Zwiebeln gefüllt wird, wodurch sowohl das Brot gewürzt wird als auch die Delle erhalten bleibt. Das fertige Brötchen ist unten knusprig, in der Mitte fluffig und oben zwiebelig. Bialys werden nicht mit Eigelb bestrichen und sind daher blasser als die meisten Kleingebäcke.

## Geschichte
Bialys entstanden in der polnischen Stadt Bialystok, sind heute aber dort nicht mehr bekannt. Bedingt durch den Holocaust verschwanden die Juden aus der Stadt, mit ihnen auch die Bialys. Sie wurden hauptsächlich von jüdischen Bäckern gebacken und waren ein jüdisches Grundnahrungsmittel. Juden aus der Region Bialystok wurden als Bialystoker Kuchenfresser bezeichnet. Üblicherweise wurden Bialys mit Butter oder weichem Hüttenkäse bestrichen, aber nie aufgeschnitten. Kinder aßen sie oft mit der süßen Sesampaste Halwa.
Ab den 1920er-Jahren ließen sich viele Bialy-Bäcker im Stadtteil Lower East Side in New York nieder. Im 21. Jahrhundert gibt es hier nur noch eine Bialy-Bäckerei – Kossar's Bialys, die zu Spitzenzeiten mehrere Tausend Stück täglich ausliefert.